# 北美洲板塊
北美洲板块，或简称北美板块，是一个较大的板块，它的范围覆盖了北美洲的大部，向东延伸至中大西洋海岭，向西延伸至东西伯利亚的切尔斯基山脉。它是1968年勒皮雄首次提出的六大板块中美洲板块的一部分。后来，美洲板块又被细分为北部的北美洲板块、南部的南美洲板块和周围的一些小板块。由于不同的板块划分方案中承认的小板块数目不同，因此北美洲板块的边界随各家观点不同而不同。例如早先多把鄂霍次克板块（在勒皮雄的六大板块划分中，这一地区属于欧亚板块）也作为北美洲板块的一部分，这样北美洲板块就向西一直延伸到鄂霍次克海和日本东北部。但最新研究表明，鄂霍次克板块应该是一个独立的板块。
北美洲板块既有大陆地壳，又有大洋地壳。在大陆地块内部是一个范围广大的花岗岩核心，即克拉通。这个克拉通的大部分边缘与叫做地体的地壳物质碎片相邻，这些地体是在漫长的地质时期内通过构造运动陆续拼贴到克拉通之上的。据信，落基山脉以西的北美洲大部都由这样的地体构成。
北美洲板块的东界是离散边界，形成了中大西洋海岭的北段，其北部与欧亚板块相接，南部与非洲板块相接。其南界西段与科科斯板块相接，东段与加勒比板块相接。其西界北段是会聚边界，探险家板块、胡安·德富卡板块和戈尔达板块越过这个边界消减于其下；南段则是转换边界，通过这条边界与太平洋板块相接，这就是著名的圣安德烈斯断层。北美洲板块的北界是中大西洋海岭的延伸，即中北冰洋海岭。
在北美洲板块的西界，自侏罗纪以来，古法拉龙板块的大部分已经消减于其下，而使北美洲板块现在以圣安德烈斯断层直接和太平洋板块相接。探险家板块、胡安·德富卡板块、戈尔达板块、科科斯板块以及科科斯板块以南的纳斯卡板块都是法拉龙板块的残遗。
沿加利福尼亚湾的一段板块边界，现在了解得还不是很清楚，研究还在进行之中。加利福尼亚湾海底的主体是东太平洋海隆的北端末尾。海隆以西是太平洋板块。海隆以东，大部分构造地图标示的是北美洲板块。现在普遍接受的观点是，在东太平洋海隆向北蔓延的过程中，北美洲板块的一个碎片断裂了下来并向北移动，于是形成了加利福尼亚湾。这个断裂下来的碎片，在地质学上被命名为萨利尼安地块。但是，按照裂谷区扩张的标准模式，海隆以东和墨西哥本土海岸以西的洋壳应该是一个正开始与北美洲板块会聚的新板块，对于这一点，现在还有疑问。

## 板块运动
在过去大多数时间里，北美洲板块大体上是从中大西洋海岭开始，向着西南方向移动的。由于北美洲板块完全不存在消减作用，因此它的运动并不受消减作用的驱动，所以人们一直在探索其他运动机制。一项近期的研究表明，是一股地幔对流驱动了北美洲板块的运动。